# جيولا ناغي
جيولا ناغي (بالمجرية: Nagy Gyula)‏ (7 أبريل 1924 في المجر - ) هو مدرب كرة قدم ولاعب كرة قدم مجري في مركز الهجوم. لعب مع أولمبيك مارسيليا وباريس تشارينتون وفيورنتينا ونادي بيزيرز ونادي تولوز ونادي روبيه توركوين ونادي سيت ونادي غرونوبل ونادي فاساس ونادي ميتز ونادي بيزنسون ‏ وSR Colmar ‏ وأولمبيك أليس ونادي تولوز (نادي كرة قدم).

## وصلات خارجية
- جيولا ناغي على موقع قاعدة بيانات كرة القدم.إي يو (الإنجليزية)
- جيولا ناغي على موقع عالم كرة القدم.نت (الإنجليزية)